# Henrik Sandblad (skogsvetare)
Anders Henrik Sandblad, född 24 juli 1821 i Stockholm, död 2 juni 1896 på Tenhults herrgård i Rogberga socken, var en svensk skogsvetare.
Henrik Sandblad var son till borgmästaren Nils Sandblad. Han utexaminerades från Skogsinstitutet 1842, blev extra överjägare i Östergötlands län samma år, genomgick Jernkontorets kolareskola 1842–1843, utnämndes till jägmästare i Jönköpings län 1844 och i Jönköpings revir 1869 samt avgick 1888. Han studerade skogshushållning i Tyskland 1846–1847. Från 1849 ägde och bebodde han Tenhult. Han tillhörde förvaltningsutskottet i Jönköpings läns hushållningssällskap 1858–1868. Sandblad hade ett gott anseende både som jordbrukare och skogsman. I tal, skrifter och sin egen gårds skötsel ivrade han för skogens skydd och återväxt. Hans viktigaste skrifter inom ämnet var Om skogens värde för landtbruket, dess uppdragande, vård och användande (1867), Om skogarnes vigt och betydelse för vårt land (1873) samt Om skogssådd och plantering (1874). Därutöver skrev han i dagspressen flera uppsatser bland annat rörande skogsvård och fågelskydd. Sandblad var etnografisk samlare och skapade en större samling värdefulla vapen från Europa, Asien, Afrika och Australien. Hans samling från Sundaöarna, Australien och Melanesien ingick i allmänna etnografiska utställningen i Stockholm 1878–1879, inköptes senare av Eric von Rosen och skänktes till vad som senare blev Statens etnografiska museum. Henrik Sandblad är begravd på Rogberga kyrkogård.